# Amtsgericht Muskau
Das Amtsgericht Muskau war ein Gericht der ordentlichen Gerichtsbarkeit und ein Amtsgericht in Preußen mit Sitz in Muskau.

## Geschichte
Das königlich preußische Amtsgericht Muskau wurde 1877 im Rahmen der Reichsjustizgesetze gebildet. Der Amtsgerichtsbezirk umfasste den Stadtbezirk Muskau und die Amtsbezirke Daubitz, Muskau I, Muskau II, Muskau III, Reichwalde, Rietschen und Zibelle. Das Amtsgericht Muskau war eines von zehn Amtsgerichten im Bezirk des Landgerichtes Görlitz im Gebiet des Oberlandesgerichtes Breslau. Das Gericht hatte damals zwei Richterstellen und war ein mittelgroßes Amtsgericht im Landgerichtsbezirk. Im Jahre 1911 wurde das Amtsgericht Weißwasser eingerichtet und diesem Teile des Sprengels des Amtsgerichtes Muskau zugewiesen. Auch das Amtsgericht Triebel erhielt einen Amtsbezirk aus dem Sprengel des Amtsgerichtes Muskau. Im Rahmen der Weltwirtschaftskrise wurden 60 Amtsgerichte als Folge von Sparverordnungen aufgehoben. Mit der Verordnung über die Aufhebung von Amtsgerichten vom 30. Juli 1932 wurde das Amtsgericht Triebel zum 30. September 1932 aufgehoben und sein Sprengel zwischen den Amtsgerichten Sorau, Forst, Muskau und Sommerfeld aufgeteilt. Das Amtsgericht Muskau erhielt dabei die Landgemeinden Buckola, Gebersdorf, Groß Särchen, Jerischke, Kemnitz, Klein Särchen und Zelz. Im Jahre 1944 wurde das Amtsgericht kriegsbedingt zum Zweiggericht herabgestuft.
Im Jahre 1945 wurde Preußen von den Siegermächten aufgelöst, und das Amtsgericht Muskau wurde theoretisch zu einem Amtsgericht im Land Sachsen. In der SBZ wurde mit dem SMAD-Befehl Nr. 49 vom 4. September 1945 die Gerichtsorganisation festgelegt. Es sollten diejenigen Gerichte wiederhergestellt werden, die am 30. Januar 1933 bestanden hatten. Das Kontrollratsgesetz Nr. 4 vom 30. Oktober 1945 bestätigte diese Regelung. Das Amtsgericht Muskau wurde jedoch nicht wieder eröffnet.

## Gerichtsgebäude
Das Amtsgericht hatte seinen Sitz im Rathaus. Dieses wurde 1945 zerstört.